# Гидингс (Тексас)
Гидингс (енгл. Giddings) град је у америчкој савезној држави Тексас. По попису становништва из 2010. у њему је живело 4.881 становника.

## Демографија
Према попису становништва из 2010. у граду је живело 4.881 становника, што је 224 (4,4%) становника мање него 2000. године.
| Група             | 2000.         | 2010.         |
| Белци             | 2.572 (50,4%) | 2.115 (43,3%) |
| Афроамериканци    | 677 (13,3%)   | 580 (11,9%)   |
| Азијати           | 29 (0,6%)     | 44 (0,9%)     |
| Хиспаноамериканци | 1.773 (34,7%) | 2.082 (42,7%) |
| Укупно            | 5.105         | 4.881         |